# Gilles Grangier
Gilles Grangier (Paris, França, 5 de Maio de 1911 - Suresnes, França, 27 de Abril de 1996), foi um cineasta francês.

## Carreira
Dirigiu mais de 50 filmes e várias séries de TV entre 1943 e 1985. Seu filme Archimède le clochard foi inscrito no 9º Festival Internacional de Cinema de Berlim , onde Jean Gabin ganhou o Urso de Prata de Melhor Ator. Ele teve o maior número de filmes de sucesso nas bilheterias francesas entre 1945 e 2001, com 42 de seus filmes tendo ingressos de 500 000 ou mais, mais do que qualquer outro.

## Filmografia parcial
- 1943 : Adémaï bandit d'honneur
- 1945 : Le Cavalier noir
- 1946 : Leçon de conduite
- 1946 : L'Aventure de Cabassou
- 1946 : Trente et quarante
- 1947 : Histoire de chanter
- 1947 : Rendez-vous à Paris
- 1947 : Danger de mort
- 1948 : Par la fenêtre
- 1948 : Femme sans passé
- 1949 : Au p'tit zouave
- 1949 : Jo-la-Romance
- 1950 : Amour et compagnie
- 1950 : Amédée
- 1951 : Les femmes sont folles
- 1951 : L'Homme de joie
- 1951 : L'Amant de paille
- 1951 : Les petites Cardinal
- 1951 : Le plus joli péché du monde
- 1952 : L'Amour, Madame
- 1952 : Jupiter
- 1953 : Faites-moi confiance
- 1953 : Jeunes Mariés
- 1953 : La Vierge du Rhin
- 1954 : Poisson d'avril
- 1955 : Le Printemps, l'automne et l'amour
- 1955 : Gas-oil
- 1956 : Le Sang à la tête
- 1957 : Reproduction interdite.
- 1957 : Le rouge est mis
- 1957 : Trois Jours à vivre
- 1958 : Échec au porteur
- 1958 : Le Désordre et la Nuit
- 1959 : Archimède le clochard
- 1959 : 125, rue Montmartre
- 1959 : Les Affreux (participou no filme de Marc Allégret)
- 1961 : Les Vieux de la vieille
- 1961 : Le cave se rebiffe
- 1962 : Le Voyage à Biarritz
- 1962 : Le Gentleman d'Epsom
- 1963 : Maigret voit rouge
- 1963 : La Cuisine au beurre
- 1964 : L'Âge ingrat
- 1965 : Les Bons Vivants
- 1965 : Train d'enfer
- 1967 : Max le débonnaire TV (1 épisódio "Un bon petit Jules")
- 1968 : Une cigarette pour un ingénu
- 1968 : Sous le signe du taureau
- 1968 : L'Homme à la Buick
- 1970 : Les Enquêteurs associés TV
- 1971 : Un cave
- 1971 : Quentin Durward TV
- 1973 : Les Mohicans de Paris TV
- 1974 : Gross Paris
- 1974 : Deux ans de vacances TV
- 1975 : Piratii din Pacific com Sergiu Nicolaescu
- 1975 : Insula comorilor com Sergiu Nicolaescu
- 1977 : Ne le dites pas avec des roses TV
- 1977 : Banlieue sud-est TV
- 1979 : Les Insulaires TV
- 1979 : Histoires insolites TV (1 épisódio, Le locataire d'en haut)
- 1979 : Histoires de voyous TV (1 episode : "L'élégant")
- 1980 : Jean-Sans-Terre TV
- 1980 : L'Aéropostale, courrier du ciel TV
- 1982 : Les Brigades vertes TV
- 1982 : Guillaume le conquérant
- 1985 : Brigade verte